# The Rain (Supa Dupa Fly)
The Rain (Supa Dupa Fly) je pop rapový song, který napsali Don Bryant, Missy Elliott, Bernard Miller, Ann Peebles a produkoval ho Timbaland. Je to první singl z Missyina debutového alba Supa Dupa Fly. Singl se dostal do top 20 v Anglii a na Novém Zélandu. V písni je použitý sampl z I Can't Stand the Rain od Ann Peebles.

## Informace o písni
Missy Elliott vystoupila s The Rain společně s Timbalandem na MTV Video Music Awards 2006, aby vzdali hold Hype Williamsovi, který video režíroval. Song se umístil na 99 místě VH1 100 nejlepších písní devadesátých let.

## Track List

### UK Single
CD Maxi-Single
1. "The Rain (Supa Dupa Fly)" (Radio Edit) - 4:05
2. "The Rain (Supa Dupa Fly)" (Desert Eagles Discs Remix - Radio Edit Master) - 3:57
3. "The Rain (Supa Dupa Fly)" (Instrumental) - 4:09

### German Single
12" Remixes
Strana A
1. "The Rain (Supa Dupa Fly)" (Club 100 Version) - 5:10
2. "The Rain (Supa Dupa Fly)" (Radio Edit) - 3:46

Strana B
1. "The Rain (Supa Dupa Fly)" (House Version) - 7:25

CD Maxi-Single
1. "The Rain (Supa Dupa Fly)" (Radio Edit) - 3:59
2. "The Rain (Supa Dupa Fly)" (Desert Eagle Discs Remix - Radio Edit Master) - 3:53
3. "The Rain (Supa Dupa Fly)" (Desert Eagle Discs Remix - Master) - 4:32
4. "The Rain (Supa Dupa Fly)" (Desert Eagle Discs Remix - Beat & All Vocals) - 4:20
5. "The Rain (Supa Dupa Fly)" (Desert Eagle Discs Remix - Acappella) - 4:04
6. "The Rain (Supa Dupa Fly)" (Instrumental Version) - 4:11
7. "The Rain (Supa Dupa Fly)" (Acappella Version) - 4:08

### US Single
12" Promo
Strana A
1. "Supa Dupa Fly (The Rain)" (Album Version) - 4:11
2. "Supa Dupa Fly (The Rain)" (Instrumental) - 4:11

Strana B
1. "Supa Dupa Fly (The Rain)" (Radio Edit) - 3:59
2. "Supa Dupa Fly (The Rain)" (Acapella) - 4:11

12" Single
Strana A
1. "The Rain (Supa Dupa Fly)" (Radio Edit) - 3:59
2. "The Rain (Supa Dupa Fly)" (Instrumental Version) - 4:11
3. "The Rain (Supa Dupa Fly)" (Acapella Version) - 4:08

Strana B
1. "The Rain (Supa Dupa Fly)" (Desert Eagles Discs Remix - Master) - 4:32
2. "The Rain (Supa Dupa Fly)" (Desert Eagles Discs Remix - Acapella) - 4:04
3. "The Rain (Supa Dupa Fly)" (Desert Eagles Discs Remix - Beat & All Vocals) - 4:20

CD Maxi-Single
1. "The Rain (Supa Dupa Fly)" (Radio Edit) - 4:05
2. "The Rain (Supa Dupa Fly)" (Desert Eagles Discs Remix - Radio Edit Master) - 3:57
3. "The Rain (Supa Dupa Fly)" (Instrumental) - 4:09

## Charts
| Chart (1997-1998)                                 | Nejvyšší pozice |
| ------------------------------------------------- | --------------- |
| Nový Zéland RIANZ Top 50 Singles                  | 18              |
| UK Top 75 Singles                                 | 16              |
| U.S. Billboard Hot 100 Airplay                    | 51              |
| U.S. Billboard Hot Dance Music/Maxi-Singles Sales | 3               |
| U.S. Billboard Hot R&B/Hip-Hop Airplay            | 6               |
| U.S. Billboard Hot R&B/Hip-Hop Singles Sales      | 5               |
| U.S. Billboard Hot R&B/Hip-Hop Songs              | 4               |